# Changquan
Changquan este o artă marțială modernă, o compilație mai mult artistică decât de luptă, având uimitoare salturi în ale lor Taolu-uri (înlănțuiri tehnice, care simulează lupta cu mai mulți adversari).
Este caracterizată prin poziții lungi și joase, foarte practice pentru spațiile libere.